# 토마스 플로어

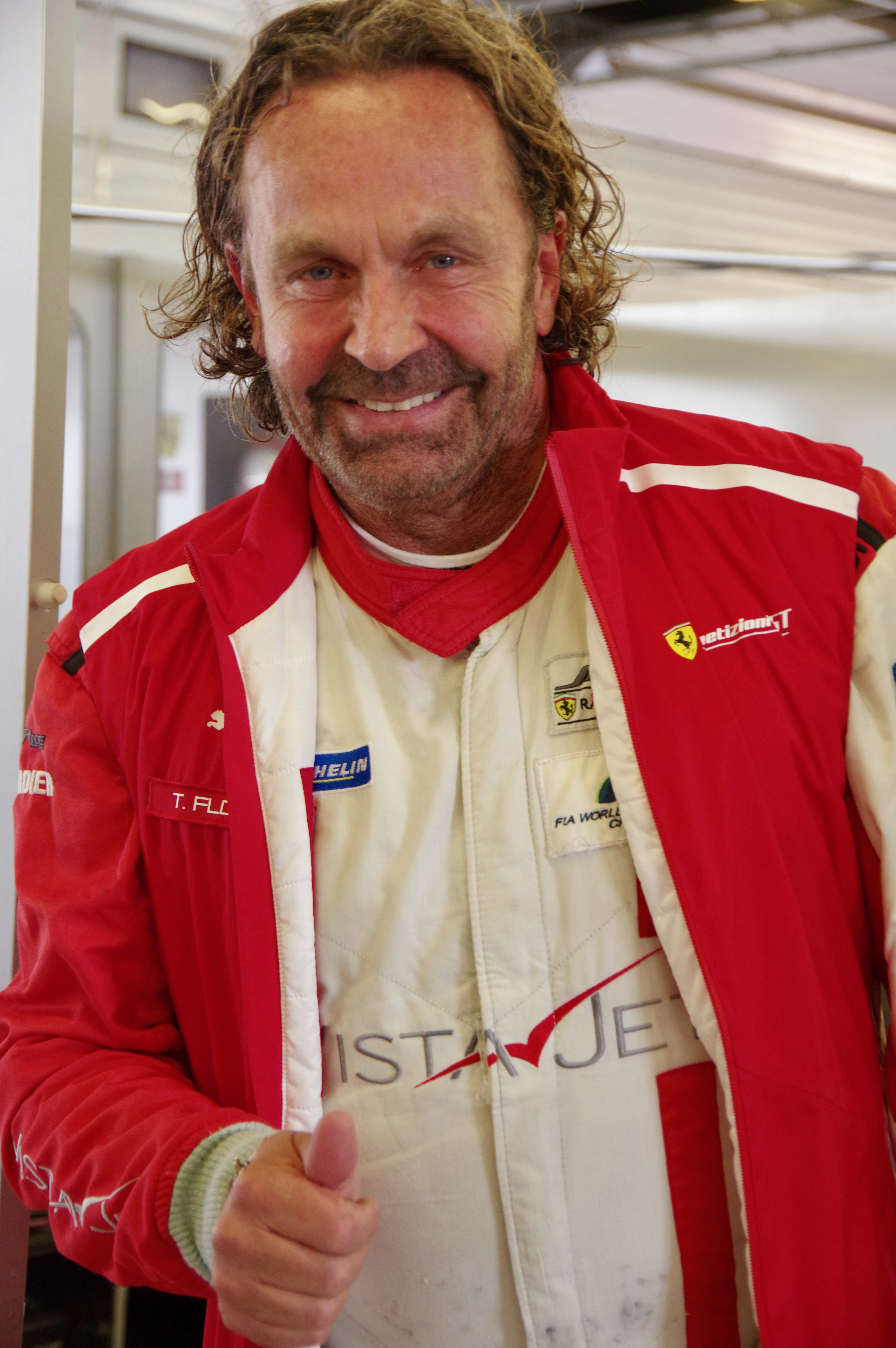
토마스 플로어

토마스 플로어(독일어: Thomas Flohr)는 스위스의 기업인이다. 비스타젯(VistaJet)의 창업주이자 현 회장이다. 그의 외동딸은 니나 플로어(Nina Flohr, 프랑스어)로서 사위는 옛 그리스 왕국의 국왕 콘스탄티노스 2세의 막내아들 필리포스 왕자(Φίλιππος της Ελλάδας)이다.